# لارا أروابارينا
لارا أروابارينا (بالإسبانية: Lara Arruabarrena)‏ مواليد 20 مارس 1992 في إسبانيا، هي لاعبة كرة مضرب إسبانية تلعب باليد اليمنى وتحتل حالياً المرتبة رقم. 76 (22 فبراير 2016) في تصنيف رابطة محترفات كرة المضرب. أعلى تصنيف لها في الفردي كان المركز الـ 70 في سنة 2013.

## الخط الزمني للفردي
مفتاح
| ف | ن | ن.ن | ر.ن | د# | د.م | ل | أ.أ | ت | غ | ب | ف | ذ | م.خ | ل.ت |

(ف) فاز بالبطولة (ن) وصل النهائي (ن.ن) نصف النهائي (ر.ن) ربع النهائي (د#) الأدوار الأربعة الأولى (د.م) دور المجموعات (ل) شارك في كأس ديفيز (أ.أ) خرج من الأدوار الاولى (ت) خسر التصفيات التأهيلية (غ) غاب عن الحدث أو البطولة (ب) حصل على ميدالية برونزية (ف) حصل على ميدالية فضية (ذ) حصل على ميدالية ذهبية (م.خ) بطولة الماسترز خُفضت إلى مرتبة أقل (ل.ت) البطولة لم تعقد في السنة المعينة.
لتجنب الارتباك وازدواجية الحساب، يتم تحديث هذه المعلومات إما في نهاية البطولة، أو عندما تكون مشاركة اللاعب في البطولة قد انتهت.
| دورات الجراند سلام            |     |     |     |     |     |      |
| بطولة أستراليا المفتوحة للتنس | غ   | د1  | د1  | د2  | د2  | 2–4  |
| دورة رولان غاروس الدولية      | د1  | غ   | ت1  | د1  |     | 0–2  |
| بطولة ويمبلدون                | غ   | د1  | ت1  | د2  |     | 1–2  |
| أمريكا المفتوحة               | د2  | د1  | ت3  | د1  |     | 1–3  |
| فوز-خسارة                     | 1–2 | 0–3 | 0–1 | 2–4 | 1–1 | 4–11 |

## روابط خارجية
- لارا أروابارينا على موقع رابطة محترفات التنس (الإنجليزية)
- لارا أروابارينا على موقع الاتحاد الدولي لكرة المضرب (الإنجليزية)
- لارا أروابارينا على موقع كأس بيلي جين كينغ (الإنجليزية)
- لارا أروابارينا على موقع خلاصة التنس.كوم (الإنجليزية)
- لارا أروابارينا على موقع إي إس بي إن.كوم (الإنجليزية)